# 鮭形錐首魚
鮭形錐首魚，為黑頭魚科的其中一種，為深海魚類，分布於東大西洋愛爾蘭西南方與維德角群島；西大西洋安地列斯群島海域，棲息深度2400-4500公尺，體長可達73公分，棲息在中層水域，生活習性不明。